# Daniel Kajmakoski
Daniel Kajmakoski (en macédonien Даниел Кајмакоски) est un chanteur macédonien.

## X Factor
Il remporte la première édition[Quand ?] de l'émission X Factor Adria (en), télé-crochet réunissant des chanteurs de quatre pays différents (Bosnie-Herzégovine, Macédoine, Monténégro et Serbie).

## Eurovision
En 2011, il a essayé de rivaliser pour l'Autriche au Concours Eurovision de la chanson dans le cadre du "One-World-Project" par Thomas Raber. Il n'a cependant pas été sélectionné par le jury pour le tour final.
Le 12 novembre 2014, il remporte le Festival de Skopje avec la chanson Autumn Leaves (Feuilles d'automne) et est choisi pour représenter la Macédoine au Concours Eurovision de la chanson 2015 à Vienne, en Autriche. Il participe à la première demi-finale, le 19 mai 2015, où il termine à la 15e place et ne se qualifie pas pour la finale.